# 沸點 (加利福尼亞州)
沸點（英語：Boiling Point）是位於美國加利福尼亞州洛杉磯縣的一個非建制地區。該地的面積和人口皆未知。

## 地理
沸點的座標為34°31′40″N 118°15′44″W / 34.52778°N 118.26222°W，而該地的平均海拔高度為964米（即3163英尺）。